# Yui Natsukawa
Yui Natsukawa, pseudonimo di Miki Miyagawa 美紀宮川 (Yui Natsukawa (夏川 結衣?, Natsukawa Yui); Yatsushiro, 1º giugno 1968), è un'attrice e modella giapponese.

## Biografia
Nata in una piccola città della prefettura di Kumamoto, dopo aver terminato le superiori ha lavorato come modella a Fukuoka per poi spostarsi a Tokyo a 22 anni..
Divenne famosa per essere stata la testimonial di un costume da bagno, per poi debuttare come attrice nel telefilm 愛という名のもとに (ai to iu na no moto ni) nel 1992 e al cinema con 空がこんなに青いわけがない (sora ga konna ni aoiwake ga nai) nel 1993, continuando poi con 夜がまた来る (yoru ga mata kuru) nel 1994.
In Italia è famosa per aver interpretato un ruolo in Zatōichi di Takeshi Kitano.

## Vita privata
Molto riservata, della sua vita privata si conosce pochissimo.

## Filmografia

### Cinema
- Sora ga Konnani Aoi Wake ga Nai (1993) - Kaoru Aoki
- Yoru ga Mata Kuru (1994) - Nami Tsuchiya
- Kura (1995) - Seki Yamanaka
- Gonin 2 (1996) - Saki
- The Trap (1996) - Yuriko
- Watashitachi ga Suki datta Koto (1997) - Aiko Shibata
- Shikoku (1999) - Hinako Myoujin
- Acacia no Michi (2001) - Kijima, Miwako
- Distance (2001) - Kiyoka
- Yin-Yang Master (2001) - Fujiwara no Sukehime
- Sotsugyō (2002) - Izumi
- When the Last Sword is Drawn (2002) - Shizu / Mitsu
- Spy Sorge (2003) - Hideko Ozaki
- Zatōichi (2003) - Oshino, moglie di Gennosuke Hattori
- Yudan Tateiki (2004) - Miss Makiko
- Hana (2006) - Oryo
- Tales from Earthsea (2006) – La regina (voce)
- A Gentle Breeze in the Village (2007) - Itoko Migita
- Still Walking (2008) - Yukari Yokoyama
- Ballad (2009) - Kawakami Misako
- The Lone Scalpel (2010) - Namiko Nakamura
- I Wish (2011) - Kyoko (madre di Megumi)
- Hayabusa: Harukanaru Kikan (2012) - Mari inoue
- Tokyo Family (2013) - Fumiko Hirayama
- A Tale of Samurai Cooking (2013) - Tei
- The Little House (2014) - Yasuko Arai
- Solomon's Perjury (2015) - Kuniko Fujino
- Soromon no gishou: Kouhen saiban (2015) - Kuniko Fujino
- 125 Years Memory (2015) - Yuki
- What a Wonderful Family! (2016) - Fumie Hirata
- 64: Part I (2016) - Mikami, Minako
- 64: Part II (2016) - Mikami, Minako
- What a Wonderful Family! 2 (2017) - Fumie Hirata
- What a Wonderful Family! 3: My Wife, My Life (2018)
- Red Snow (2019) - Sanae Etô
- The Day's Organ (2019) - Fusayo Yanai
- Hotel Royal (2020)

### Televisione
- Taniguchi Rokuzo Shoten (1993)
- Aoi Tori (1997) - Kaori Machimura
- Net Violence (2000)
- Aru Hi Arashi no Yoni (2001)
- Proof of the Man (2004) - Kiriko Motomiya
- Yoshitsune (2005) - Akiko (moglie di Tomomori)
- Grave of the Fireflies (2005, TV Movie) - Kyoko Yokokawa (madre di Setsuko)
- Kekkon dekinai otoko (2006) - Dr.ssa Natsumi Hayasaka
- Toilet no Kamisama (2011)
- Galileo (2013) - Nogi Yuko
- Shizumanu Taiyō (2016)
- Meet Me After School (2018) - Aiko Kuroiwa
- The Fugitive (2020) - Yōko Kakurai
- Anno Lyric (2021)

## Doppiatrici italiane
- Roberta Pellini in Zatōichi